# Ussassai
Ussassai is een plaats en gemeente in de Italiaanse provincie Ogliastra (regio Sardinië) en telt 706 inwoners (31-12-2004). De oppervlakte bedraagt 47,4 km², de bevolkingsdichtheid is 15 inwoners per km².

## Demografie
Ussassai telt ongeveer 311 huishoudens. Het aantal inwoners daalde in de periode 1991-2001 met 12,6% volgens cijfers uit de tienjaarlijkse volkstellingen van ISTAT.
| Jaar | Inwoneraantal |
| ---- | ------------- |
| 1991 | 873           |
| 2001 | 763           |

## Geografie
De gemeente ligt op ongeveer 670 meter boven zeeniveau.
Ussassai grenst aan de volgende gemeenten: Gairo, Osini, Seui, Ulassai.

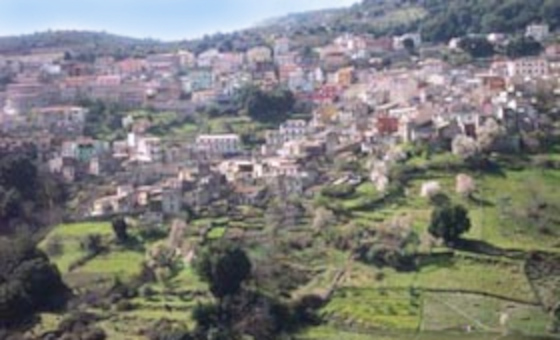

Arzana · Bari Sardo · Baunei · Cardedu · Elini · Gairo · Girasole · Ilbono · Jerzu · Lanusei · Loceri · Lotzorai · Osini · Perdasdefogu · Seui · Talana · Tertenia · Tortolì · Triei · Ulassai · Urzulei · Ussassai · Villagrande Strisaili
1. ↑  https://demo.istat.it/?l=it.